# سازمان منطقه ویژه اقتصادی انرژی پارس
'سازمان منطقهٔ ویژهٔ اقتصادی انرژی پارس' یکی از سازمان‌های فرعی شرکت ملی نفت ایران است که به نمایندگی از این شرکت وظیفه اداره و راهبری منطقه ویژه اقتصادی انرژی پارس را بر عهده دارد و در ۱۸ مهرماه سال ۱۳۷۷ تأسیس شده‌است.1
ایجاد و احداث زیر ساخت‌های عمومی مانند: راه، راه‌آهن، بندر، فرودگاه، برق، آب و زیرساخت‌های ارتباطی جز وظایف و مأموریت‌های این سازمان است. 
این سازمان علاوه بر ستاد سه زیرمجموعه پارس ۱(عسلویه)۱۴ هزار هکتار، پارس ۲(کنگان) ۱۶ هزار هکتار و پارس ۳(پارس شمالی) ۱۶ هزار هکتار را داراست.

## مناطق عملیاتی
منطقهٔ پارس 1(پارس جنوبی): این منطقه با ۱۴ هزار هکتار وسعت شامل ۱۶ فاز فرآوری گاز و ۱۵ مجتمع پتروشیمی و نیز صنایع پایین دستی پتروشیمی، صنایع مختلف مرتبط و صنایع نیمه سنگین است که فازهای ۱ تا ۱۰ به بهره‌برداری رسیده‌است و فازهای ۱۵، ۱۶، ۱۷، ۱۸، ۲۰ و ۲۱ نیز اخیراً در این منطقه افتتاح شده‌اند.
2- منطقهٔ پارس ۲(پارس کنگان): اراضی منطقه پارس ۲ (پارس کنگان) به وسعت ۱۶ هزار هکتار، شامل ۸ فاز پالایشگاهی و یک طرح [[|]] می‌باشد. ساخت فازهای ۱۱، ۱۲، ۱۳، ۱۴، ۱۹، ۲۲، ۲۳ و ۲۴ و کارخانهٔ (IRAN LNG) در این منطقه برنامه‌ریزی شده‌است که در سال ۱۳۹۴ فاز ۱۲ به بهره‌برداری رسید.۴
3- منطقه پارس ۳(پارس شمالی): اراضی پارس شمالی ۱۶ هزار هکتار است که به منظور پشتیبانی از طرح توسعهٔ برخی میادین مهم هیدروکربوری اختصاص یافته‌است. میدان‌های گازی پارس شمالی، گلشن، فردوسی و فرزاد A و B در این حوزه عملیاتی قرار دارند.۲

## فرودگاه بین‌المللی خلیج فارس
سازمان منطقه ویژهٔ اقتصادی پارس در راستای ایجاد زیر ساخت‌های اساسی لازم برای نیل به اهداف تعیین شده و پاسخگویی به نیازمندی‌ها و تأمین پیش‌نیازهای اجرای هرچه سریع‌تر پروژهای متعدد و عظیم صنایع گاز و پتروشیمی و توسعه اجتماعی واقتصادی منطقه ویژهٔ پارس به عنوان قطب صنعت گاز و پتروشیمی کشور در سال۱۳۸۱، احداث یک فرودگاه جدید در منطقه عسلویه را ضروری تشخیص داده و در دستور کار قرار داد که در فروردین ۱۳۸۵ به بهر برداری رسید. فرودگاه بین‌المللی خلیج فارس در جنوب شرقی استان بوشهر و در ارتفاع ۲۱ پا از سطح دریا در زمینی به مساحت ۷۰۰ هکتار در سال ۱۳۸۵ با مأموریت ارائه خدمات فرودگاهی، ناوبری و هوانوردی جهت پذیرش پروازهای داخلی و بین‌المللی توسط سازمان منطقه ویژهٔ پارس به منظور حمل و نقل مسافر و بار طراحی و احداث شده‌است. این فرودگاه با داشتن قریب به ۶ هزار پرواز پرواز داخلی، ورودی و خروجی و جابجایی بیش از یک میلیون مسافر در سال از نظر تعداد پرواز و تجهیزات ناوبری از جایگاه ویژهٔ در سطح کشور برخوردار است.۳

## بندر خدماتی پارس‌
شرکت ملی نفت ایران جهت ارائه خدمات بندری به شناورهای ورودی حامل کالاهای پروژه‌ای پالایشگاه‌ها و پتروشیمی‌ها و سایر صنایع وابسته و محصولات تولیدی صادراتی و همچنین شناورهای خدماتی نسبت به طراحی و ساخت مجتمع بندری پارس، مشتمل بر بندر خدماتی، بندر پتروشیمی پارس و گوی‌های شناور [[|]] اقدام نموده‌است که جمعاً دارای ۲۵ پست اسکله و دو گوی شناور می‌باشد. بندر خدماتی پارس دارای ۱۰ پست اسکله، دو موج‌شکن غربی و شرقی به ترتیب با طول ۲۲۸۰ و ۱۰۰۲ متر، حوضچه‌ای به مساحت ۹۶.۵ هکتار با پسکرانهٔ 150 هکتار می‌باشد.
مجتمع بندری پارس به عنوان سومین بندر بزرگ کانتینری خلیج فارس، شاهرگ اصلی واردات و صادرات کالا در منطقه، یکی از عوامل مهم جذب سرمایه‌گذاران داخلی و خارجی می‌باشد.

## فازهای پالایشگاهی
از مجموع ۲۴ فاز پالایشگاهی(معادل ۲۸ فاز) در منطقه ویژهٔ اقتصادی انرژی پارس، در حال حاضر ۱۸ فاز پالایشگاهی در حال بهره‌برداری می‌باشد و ۶ فاز نیز در حال توسعه می‌باشند.۵
طبق استانداردهای موجود به‌طور میانگین به ازای هر فاز یک سکو و حدود ۱۰ حلقه چاه فعال در دریا وجود دارد که گاز و میعانات گازی موجود در مخزن پارس جنوبی را به همراه آب شور از طریق خطوط لوله ۳۶ اینچی به منطقهٔ ویژه اقتصادی انرژی پارس وارد می‌کند. روزانه به هر فاز حدود ۱ میلیارد فوت مکعب گاز معادل ۲۸.۶ میلیون متر مکعب، وارد می‌شود و بطور متوسط ۲۵ میلیون متر مکعب گاز شیرین سازی می‌گردد. هر فاز در روز همچنین معادل ۴۰ هزار بشکه میعانات گازی و ۲۰۰ تن گوگرد تولید می‌کند. در فاز ۴ و ۵ علاوه بر این محصولات، عملیات استحصال (اتان و بوتان و پروپان) به صورت مایع انجام می‌شود.

## صنایع پتروشیمی
در کنار فازهای عظیم پالایشگاهی،احداث صنایع پتروشیمی در ۱۴۰۰ هکتار زمین در نظر گرفته شده تا در دو فاز اجرا شود. تولید مقادیر قابل توجهی اتان، گاز مایع ،میعانات گازی، گوگرد و همچنین گاز طبیعی از میدان عظیم گازی پارس جنوبی، توسط پالایشگاه‌های احداث شده در منطقه پارس، می‌تواند به عنوان یکی از عوامل رشد و توسعهٔ صنایع پتروشیمی در کشور عمل کند، به همین منظور ساخت ۲۵ مجتمع عظیم پتروشیمی به همراه تأسیسات جانبی مورد نیاز در دستور کار شرکت ملی صنایع پتروشیمی ایران قرار دارد که از این تعداد ۱۵ مجتمع به بهره‌برداری رسیده‌اند.۶